# 旁切圓

三角形的内切圆（蓝色）与三个旁切圆（橙色）

每個三角形都有3個旁切圓，各與三角形其中一邊和另外兩邊的边延长线相切。每个旁切圆的圓心稱為旁心，分别是三角形的一条內角平分線和另外兩个角的外角平分線的交點，一般记为{\displaystyle J}。

## 性质
三角形关于顶点{\displaystyle A}、{\displaystyle B}、{\displaystyle C}的旁切圆的半徑分別是{\displaystyle {\frac {2A}{-a+b+c}}}、{\displaystyle {\frac {2A}{a-b+c}}}和{\displaystyle {\frac {2A}{a+b-c}}}，其中{\displaystyle A}表示三角形面積，{\displaystyle a}、{\displaystyle b}、{\displaystyle c}分别是{\displaystyle A}、{\displaystyle B}、{\displaystyle C}的对边。
旁切圆和内切圆有密切的联系。它们都与九点圆相切，切点称为费尔巴哈点。三个旁心与内心组成一个垂心组，也就是说内心是三个旁心所组成的三角形的垂心，而相应的三个垂足则是旁心所对的顶点。
在右图中，{\displaystyle I}、{\displaystyle B}、{\displaystyle C}、{\displaystyle J_{A}}四点共圆，其中{\displaystyle IJ_{A}}是这个圆的直径，而圆心{\displaystyle P_{A}}在三角形{\displaystyle ABC}的外接圆上，并且过{\displaystyle BC}的中垂线，即等分劣弧{\displaystyle BC}。对其它两边也有同样的结果。
对于一个顶点（比如{\displaystyle A}）所对的旁切圆，三角形{\displaystyle ABC}的外接圆半径{\displaystyle R}、{\displaystyle A}所对旁切圆半径{\displaystyle r_{A}}以及内外心间距{\displaystyle OJ_{A}}之间有如下关系：
{\displaystyle OJ_{A}^{2}-R^{2}=2Rr_{A}}:185
旁切圓與三角形的边（或其延长线）相切的點称为旁切点。从一个顶点沿着三角形的边走到与之相对的旁切圆在对边的切点所用的距离必定是周长的一半，也就是说，这个顶点和它“对面”的旁切点将三角形的周界等分为两半。将三角形的每个頂點和与之相对的旁切圆关于对边的旁切点連起，则根据塞瓦定理，三線交於一點，这个点稱為奈格爾點。
内切圆在一边上的切点与旁切圆在该边的切点之间的距离恰好是另外两边的差（绝对值）。比如说，{\displaystyle A}的对边：{\displaystyle BC}上面的内切点和外切点之间的距离等于{\displaystyle |AB-AC|}。

## 坐标表示
在三線性坐標系中，三个旁心的坐标分別是{\displaystyle -1:1:1}、{\displaystyle 1:-1:1}和{\displaystyle 1:1:-1}。
在直角座標系中，若頂點的座標分別為{\displaystyle (x_{1},y_{1})}、{\displaystyle (x_{2},y_{2})}、{\displaystyle (x_{3},y_{3})}，則三个旁心的座標為：
{\displaystyle J_{a}=({\frac {-ax_{1}+bx_{2}+cx_{3}}{-a+b+c}},{\frac {-ay_{1}+by_{2}+cy_{3}}{-a+b+c}}),J_{b}=({\frac {ax_{1}-bx_{2}+cx_{3}}{a-b+c}},{\frac {ay_{1}-by_{2}+cy_{3}}{a-b+c}}),J_{c}=({\frac {ax_{1}+bx_{2}-cx_{3}}{a+b-c}},{\frac {ay_{1}+by_{2}-cy_{3}}{a+b-c}})}